# 常勝思考
『常勝思考』（じょうしょうしこう、英: INVINCIBLE THINKING ）は、大川隆法の思想・人生訓、及びそれを著した書籍。副題は「人生に敗北などないのだ。」。

## 概要
自己啓発書やビジネス書としての性格があるとされる。
人生に出くわすあらゆるものから教訓を学び取り、人格向上の糧・次の勝利への布石とすることによって、真に人生に勝利していくという考え方。

### 解説・評価
1989年の初版発行以来、ロングセラーを続けており、1989年・1990年と新版1995年にはベストセラーとなった。

2006年、日本の刑務所及び少年刑務所などで、更生のためのテキストとして使用されたことがある。これにより、出所後の更生施設でも読書課題としても使用されていた。
2008年、幸福の科学が進出したウガンダ国では、中等学校の副読本として採用され、広く読まれている。
2012年、心理カウンセラー向けのテキストとして、須河内かすみがその応用展開の論文を発表し、民生委員向けの講習で利用された。

## 講義録データ・書籍出版
幸福の科学が宗教法人化以前の1989年に、「ウィークデー・セミナー『常勝思考』」と銘打った4回の連続セミナーが、東京都千代田区の社会文化会館において行われ、4回の講義録が収録された。この講義録を単行本用に編集し、下記の「書籍情報」の書籍が発刊された。また、この記録は幸福の科学系メディア（音声ソフト・映像ソフト）で頒布された。

### 書籍情報
- 単行本 上製本

『常勝思考』―人生に敗北などないのだ (SUPER CONTACT)
出版社：幸福の科学出版、1989年10月30日発刊
ISBN 4-906282-31-8 、ISBN 978-4-906282-31-9
『常勝思考』（新版）人生に敗北などないのだ、（改訂版）
出版社：幸福の科学出版、1995年11月20日発刊
ISBN 4-87688-264-9 、ISBN 978-4-87688-264-9